# Carex adelostoma
Espèce
Classification phylogénétique
Carex adelostoma est une espèce de plantes du genre Carex et de la famille des Cyperaceae.